# (8594) Albifrons
(8594) Albifrons (2245 T-1) – planetoida z pasa głównego asteroid okrążająca Słońce w ciągu 3,86 lat w średniej odległości 2,46 au. Odkryta 25 marca 1971 roku.